# Lysiteles catulus
Lysiteles catulus là một loài nhện trong họ Thomisidae.
Loài này thuộc chi Lysiteles. Lysiteles catulus được Eugène Simon miêu tả năm 1895.